# Pseudomenopon dolium
Pseudomenopon dolium är en insektsart som först beskrevs av Rudow 1869.  Pseudomenopon dolium ingår i släktet Pseudomenopon, och familjen spolätare. Arten är reproducerande i Sverige.